# Immetalia longipalpis
Immetalia longipalpis là một loài bướm đêm trong họ Noctuidae.